# Stephen Bekassy
Stephen Bekassy, alla nascita István Békássy (Nyíregyháza, 10 febbraio 1907 – Budapest, 30 ottobre 1995), è stato un attore ungherese naturalizzato statunitense.

## Biografia
Nativo di Nyíregyháza, in Ungheria, dopo aver partecipato a qualche film nella terra natale emigra negli Stati Uniti dove fa il suo debutto nei palcoscenici nel 1944 a Pittsburgh in Errand for Berenice. Il suo debutto statunitense sul grande schermo avvenne nel 1945 con il film L'eterna armonia, dove impersonò il musicista Franz Liszt. In seguito apparve in una ventina di pellicole fino al 1962, interpretando personaggi di militari o nobili. Comparve anche in una cinquantina di serie televisive, sino al 1964.
Si è sposato per cinque volte: con Teri Fejes nel 1931, divorziando nel 1933; tre anni dopo con Lívia Neufeld, conclusosi con un divorzio nel 1938; dopo essere espatriato negli Stati Uniti contrasse un terzo matrimonio l'8 ottobre 1941 con Beverly Violet Bidwell (1905-1971), scrittrice nota con lo pseudonimo Hagar Wilde. Al terzo divorzio (nel 1953) seguì una quarta unione nel 1969 con Erika Beregi. Successivamente si sposò per la quinta volta con Hanna Hertelendy (1919-2008), la vedova dell'attore Robert Walker. Ebbe un figlio, Stefan Dilworth, detto Steffi.
Durante la seconda guerra mondiale, aiutò i rifugiati ebrei e subito dopo il termine del conflitto lavorò con Radio Free Europe. Nel periodo della paura rossa, Ronald Reagan lo accusò apertamente di comunismo a causa delle sue origini ungheresi.
Muore nell'ottobre del 1995 all'età di 88 anni. Viene sepolto al cimitero Fiumei Úti Sírkert di Budapest.

## Filmografia

### Cinema
- Kacagó asszony, regia di Tibor Hegeduss (1930)
- Lila akác, regia di Steve Sekely (1934)
- A csúnya lány, regia di Bela Gaal ed Henry Koster (1935)
- Barátságos arcot kérek, regia di Laszlo Kardos (1936)
- Pesti mese, regia di Bela Gaal (1937)
- L'eterna armonia (A Song to Remember), regia di Charles Vidor (1945)
- Arco di trionfo (Arch of Triumph), regia di Lewis Milestone (1948)
- Cagliostro (Black Magic), regia di Gregory Ratoff (1949)
- Secrets of Monte Carlo, regia di George Blair (1951)
- I 10 della legione (Ten Tall Men), regia di Willis Goldbeck (1951)
- Minnesota (Woman of the North Country), regia di Joseph Kane (1952)
- La spia delle giubbe rosse (The Pathfinder), regia di Sidney Salkow (1952)
- Il ribelle di Giava (Fair Wind to Java), regia di Joseph Kane (1953)
- Operazione mistero (Hell and High Water), regia di Samuel Fuller (1954)
- Prisoner of War, regia di Andrew Marton (1954)
- Destino sull'asfalto (The Racers), regia di Henry Hathaway (1955)
- Oltre il destino (Interrupted Melody), regia di Curtis Bernhardt (1955)
- La maschera di porpora (The Purple Mask), regia di H. Bruce Humberstone (1955)
- Serenata (Serenade), regia di Anthony Mann (1956)
- Calypso Joe, regia di Edward Dein (1957)
- I giovani leoni (The Young Lions), regia di Edward Dmytryk (1958)
- Johnny, l'indiano bianco (The Light in the Forest), regia di Herschel Daugherty (1958)
- Beyond the Time Barrier, regia di Edgar G. Ulmer (1960)
- Pepe, regia di George Sidney (1960)
- L'appartamento dello scapolo (Bachelor Flat), regia di Frank Tashlin (1961)
- I quattro cavalieri dell'Apocalisse (The Four Horsemen of the Apocalypse), regia di Vincente Minnelli (1962)

### Televisione

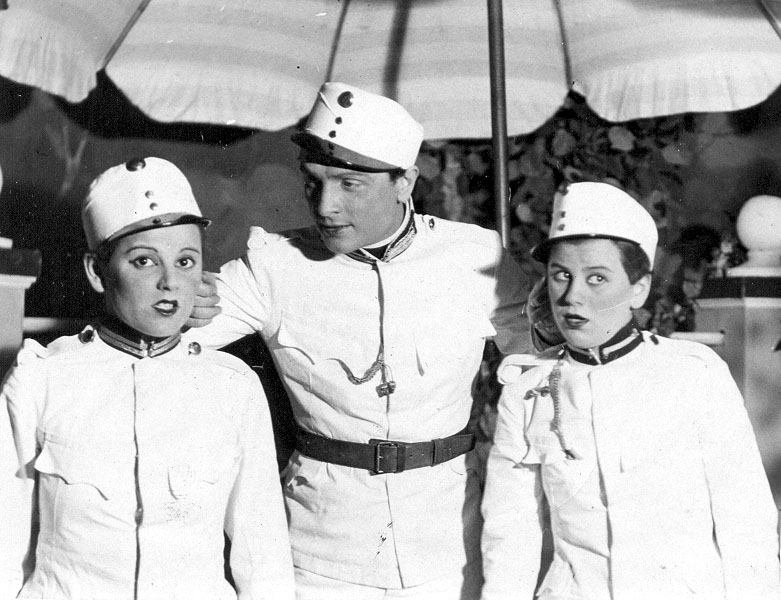
Stephen Bekassy (al centro) con Ida Turay e Klára Tabódy in una scena dell'operetta Kadétszerelem di Pál Gyöngy (1932)

- Squadra mobile (Racket Squad) – serie TV, un episodio (1952)
- Gruen Guild Playhouse – serie TV, un episodio (1952)
- The Schaefer Century Theatre – serie TV, un episodio (1952)
- My Hero – serie TV, un episodio (1953)
- Chevron Theatre – serie TV, 2 episodi (1953)
- Four Star Playhouse – serie TV, un episodio (1953)
- City Detective – serie TV, un episodio (1953)
- Waterfront – serie TV, un episodio (1954)
- La mia piccola Margie (My Little Margie) – serie TV, 2 episodi (1954)
- The Lone Wolf – serie TV, 2 episodi (1954)
- Public Defender – serie TV, un episodio (1954)
- Treasury Men in Action – serie TV, un episodio (1954)
- Passport to Danger – serie TV, un episodio (1954)
- Adventures of Falcon – serie TV, un episodio (1954)
- Make Room for Daddy – serie TV, un episodio (1955)
- Royal Playhouse (Fireside Theater) – serie TV, un episodio (1955)
- You Are There – serie TV, un episodio (1955)
- The Man Behind the Badge – serie TV, un episodio (1955)
- Your Play Time – serie TV, un episodio (1955)
- The Bob Cummings Show – serie TV, 2 episodi (1955-1961)
- Adventures of Superman – serie TV, un episodio (1955)
- Letter to Loretta – serie TV, un episodio (1955)
- Crusader – serie TV, episodio 1x07 (1955)
- Steve Donovan, Western Marshal – serie TV, episodio 1x13 (1955)
- Studio 57 – serie TV, 2 episodi (1955-1956)
- Star Stage – serie TV, un episodio (1956)
- Producers Showcase – serie TV, un episodio (1956)
- Sneak Preview – serie TV, un episodio (1956)
- The Gale Storm Show: Oh! Susanna – serie TV, un episodio (1956)
- Telephone Time – serie TV, episodio 2x16 (1957)
- Panico (Panic!) – serie TV, episodio 1x06 (1957)
- Playhouse 90 – serie TV, un episodio (1957)
- Maverick – serie TV, episodio 1x08 (1957)
- Tombstone Territory – serie TV, un episodio (1957)
- Mr. Adams and Eve – serie TV, 2 episodi (1957-1958)
- The Rough Riders – serie TV, episodio 1x04 (1958)
- Flight – serie TV, un episodio (1958)
- The Millionaire – serie TV, un episodio (1958)
- Perry Mason – serie TV, 2 episodi (1958-1959)
- Alfred Hitchcock presenta (Alfred Hitchcock Presents) – serie TV, un episodio (1959)
- The Third Man – serie TV, un episodio (1959)
- Westinghouse Desilu Playhouse – serie TV, episodio 1x24 (1959)
- Sunday Showcase – serie TV, un episodio (1959)
- Pony Express – serie TV, episodio 1x09 (1959)
- Bat Masterson – serie TV, 2 episodi (1959-1960)
- Alcoa Presents: One Step Beyond – serie TV, 2 episodi (1960)
- Richard Diamond (Richard Diamond, Private Detective) – serie TV, un episodio (1960)
- Surfside 6 – serie TV, episodio 1x08 (1960)
- Avventure in paradiso (Adventures in Paradise) – serie TV, 2 episodi (1960-1961)
- Scacco matto (Checkmate) – serie TV, episodio 1x23 (1961)
- Hong Kong – serie TV, episodio 1x26 (1961)
- Follow the Sun – serie TV, episodio 1x01 (1961)
- The Rifleman – serie TV, un episodio (1962)
- Polvere di stelle (Bob Hope Presents the Chrysler Theatre) – serie TV, un episodio (1964)
- Gli inafferrabili (The Rogues) – serie TV, episodio 1x13 (1964)

## Doppiatori italiani
Nelle versioni italiane dei suoi film, Stephen Bekassy è stato doppiato da:
- Emilio Cigoli in L'eterna armonia, Johnny l'indiano bianco
- Adolfo Geri in Arco di trionfo
- Giuseppe Rinaldi in Operazione mistero
- Renato Turi in La maschera di porpora